# 不变的你就好 (冈本真夜单曲)
《不变的你就好》（そのままの君でいて）是日本女歌手岡本真夜的第4張單曲。1997年1月16日發行。
是1996年TBS系電視劇《歸來的Second Chance》（《Second Chance》的續篇復活版）的主題曲。後來也用於信用金庫的「SHINKIN BANK」作為廣告歌。
在Oricon公信榜單曲週榜最高排行第8位，獲得日本唱片業協會的白金唱片認證。

## 收錄曲目
1. 不變的你就好 (4:35)
  - 作詞、作曲：岡本真夜；編曲：十川知司（日语：十川ともじ）
2. ANNIVERSARY (4:19)
  - 作詞、作曲：岡本真夜；編曲：十川知司

自翻唱版本，原唱為石井聖子（日语：石井聖子）
3. 不變的你就好 (ORIGINAL KARAOKE) (4:35)
4. ANNIVERSARY (ORIGINAL KARAOKE) (4:19)

## 上海世界博覽會抄襲
2010年在中國大陸上海舉辦的世界博覽會的30天倒數主題曲《2010等你來》被指認抄襲冈本真夜的歌曲《不变的你就好》。新加坡的音乐人颜毓添认为《2010等你来》这首歌每段的首个音符和最末的音符与《不变的你就好》几乎完全一样。而从音乐的角度来考虑，它的相似度超出了8小节，已经构成了抄袭。後來歌曲被官方停止公開播映，靜候調查。岡本所屬的事務所與其本人後來表示已經收到上海世博會方面的版權使用申請，並欣然同意。
由於受到上海世博會抄襲事件的影響，這首歌重新獲得日本、中國甚至其它國家民眾的關注，其網絡下載量因此多了80多倍。岡本原先計劃在2010年5月10日發行的出道15週年紀念專輯《My Favorites》也臨時決定延遲至5月26日，緊急將這首歌收錄在內。

## 翻唱
除《2010等你來》外，《不变的你就好》也有以下的翻唱版本：
- Kenny James Trio，收錄於專輯（1999年4月21日）
- 冬月楓，收錄於同名單曲（2014年10月8日）